# Fußball-Weltmeisterschaft der Frauen 2011/Finalrunde
Finalrunde der Fußball-Weltmeisterschaft der Frauen 2011:

## Übersicht
|  | Viertelfinale             | Viertelfinale                   |                                   |                                   | Halbfinale                        | Halbfinale |  |  | Finale                   | Finale                   |
|  |                           |                                 |                                   |                                   |                                   |            |  |  |                          |                          |
|  | 9. Juli 2011 – Wolfsburg  |                                 |                                   |                                   |                                   |            |  |  |                          |                          |
|  | Deutschland               | 0                               |                                   |                                   |                                   |            |  |  |                          |                          |
|  | Deutschland               | 0                               | 13. Juli 2011 – Frankfurt am Main |                                   |                                   |            |  |  |                          |                          |
|  | Japan                     | 212                             |                                   |                                   |                                   |            |  |  |                          |                          |
|  | Japan                     | 212                             | Japan                             | 3                                 |                                   |            |  |  |                          |                          |
|  |                           |                                 | Japan                             | 3                                 |                                   |            |  |  |                          |                          |
|  |                           | Schweden                        | 1                                 |                                   |                                   |            |  |  |                          |                          |
|  | Schweden                  | Schweden                        | 1                                 | 3                                 |                                   |            |  |  |                          |                          |
|  | Schweden                  |                                 |                                   | 3                                 |                                   |            |  |  |                          |                          |
|  | Australien                | 1                               |                                   | 17. Juli 2011 – Frankfurt am Main | 17. Juli 2011 – Frankfurt am Main |            |  |  |                          |                          |
|  | 10. Juli 2011 – Augsburg  | 10. Juli 2011 – Augsburg        | Japan                             | 12 (3)1                           |                                   |            |  |  |                          |                          |
|  | 9. Juli 2011 – Leverkusen | 9. Juli 2011 – Leverkusen       |                                   | Vereinigte Staaten                | 2 (1)                             |            |  |  |                          |                          |
|  | England                   | 1 (3)                           |                                   |                                   |                                   |            |  |  |                          |                          |
|  | Frankreich                | 11 (4)1                         |                                   |                                   |                                   |            |  |  |                          |                          |
|  | Frankreich                | 11 (4)1                         | Frankreich                        | 1                                 |                                   |            |  |  |                          |                          |
|  |                           |                                 | Frankreich                        | 1                                 | Spiel um Platz 3                  |            |  |  |                          |                          |
|  |                           | Vereinigte Staaten              | 3                                 |                                   |                                   |            |  |  |                          |                          |
|  | Brasilien                 | Vereinigte Staaten              | 3                                 | 2 (3)                             | Schweden                          | 2          |  |  |                          |                          |
|  | Brasilien                 | 13. Juli 2011 – Mönchengladbach |                                   | 2 (3)                             | Schweden                          | 2          |  |  |                          |                          |
|  | Vereinigte Staaten        | 12 (5)1                         |                                   | Frankreich                        | 1                                 |            |  |  |                          |                          |
|  | Vereinigte Staaten        | 12 (5)1                         |                                   |                                   | 1                                 |            |  |  |                          |                          |
|  | 10. Juli 2011 – Dresden   | 10. Juli 2011 – Dresden         |                                   |                                   |                                   |            |  |  | 16. Juli 2011 – Sinsheim | 16. Juli 2011 – Sinsheim |

1 Sieg im Elfmeterschießen
2 Sieg nach Verlängerung

## Viertelfinale

### England – Frankreich 1:1 n.V. (1:1, 0:0), 3:4 i.E.
| England                                       | England | Frankreich | Frankreich | Aufstellung                          |
| --------------------------------------------- | --- | --- | ---------- | ------------------------------------ |
| England                                       | \| 1. Viertelfinale \| \| 9. Juli 2011 in Leverkusen \| \| Zuschauer: 26.395 \| \| Schiedsrichterin: Jenny Palmqvist ( Schweden) \| \| Spielbericht \|                                                                                            | \| 1. Viertelfinale \| \| 9. Juli 2011 in Leverkusen \| \| Zuschauer: 26.395 \| \| Schiedsrichterin: Jenny Palmqvist ( Schweden) \| \| Spielbericht \| | Frankreich | Aufstellung England gegen Frankreich |
| England                                       | Karen Bardsley – Alex Scott (81. Steph Houghton), Rachel Unitt (81. Claire Rafferty), Faye White , Casey Stoney – Jill Scott, Fara Williams, Rachel Yankey (84. Anita Asante), Karen Carney – Ellen White, Kelly Smith Cheftrainerin: Hope Powell | Céline Deville – Laure Lepailleur, Laura Georges, Sabrina Viguier, Sonia Bompastor – Sandrine Soubeyrand (67. Élodie Thomis), Camille Abily, Élise Bussaglia, Louisa Nécib (79. Sandrine Brétigny, 106. Eugénie Le Sommer) – Marie-Laure Delie, Gaëtane Thiney Cheftrainer: Bruno Bini | Frankreich | Aufstellung England gegen Frankreich |
| England                                       | 1:0 J. Scott (59.) | 1:1 Bussaglia (88.) | Frankreich | Aufstellung England gegen Frankreich |
| England                                       | Elfmeterschießen | | Frankreich | Aufstellung England gegen Frankreich |
| England                                       | 1:0 Smith 2:1 Carney 3:2 Stoney Rafferty F. White | Abily 1:1 Bussaglia 2:2 Thiney 3:3 Bompastor 3:4 Le Sommer | Frankreich | Aufstellung England gegen Frankreich |
| England                                       | Williams (5.), E. White (77.), Bardsley (87.), J. Scott (90.+4') | | Frankreich | Aufstellung England gegen Frankreich |
| England                                       | Spieler des Spiels: Abily (Frankreich) | | Frankreich | Aufstellung England gegen Frankreich |
| 1. Viertelfinale                              | | |            |                                      |
| 9. Juli 2011 in Leverkusen                    | | |            |                                      |
| Zuschauer: 26.395                             | | |            |                                      |
| Schiedsrichterin: Jenny Palmqvist ( Schweden) | | |            |                                      |
| Spielbericht                                  | | |            |                                      |

### Deutschland – Japan 0:1 n.V. (0:0)
| Deutschland                                            | Deutschland | Japan | Japan | Aufstellung                         |
| ------------------------------------------------------ | --- | --- | ----- | ----------------------------------- |
| Deutschland                                            | \| 2. Viertelfinale \| \| 9. Juli 2011 in Wolfsburg \| \| Zuschauer: 26.067 (ausverkauft) \| \| Schiedsrichterin: Quetzalli Alvarado Godínez ( Mexiko) \| \| Spielbericht \| | \| 2. Viertelfinale \| \| 9. Juli 2011 in Wolfsburg \| \| Zuschauer: 26.067 (ausverkauft) \| \| Schiedsrichterin: Quetzalli Alvarado Godínez ( Mexiko) \| \| Spielbericht \|                                                                            | Japan | Aufstellung Deutschland gegen Japan |
| Deutschland                                            | Nadine Angerer – Linda Bresonik (65. Lena Goeßling), Annike Krahn, Saskia Bartusiak, Babett Peter – Kim Kulig (8. Bianca Schmidt), Simone Laudehr, Kerstin Garefrekes , Melanie Behringer, Célia Okoyino da Mbabi – Inka Grings (102. Alexandra Popp) Cheftrainerin: Silvia Neid | Ayumi Kaihori – Yukari Kinga, Azusa Iwashimizu, Saki Kumagai, Aya Sameshima – Mizuho Sakaguchi, Homare Sawa , Shinobu Ōno (66. Mana Iwabuchi, 116. Rumi Utsugi), Aya Miyama – Kozue Andō, Yūki Nagasato (46. Karina Maruyama) Cheftrainer: Norio Sasaki | Japan | Aufstellung Deutschland gegen Japan |
| Deutschland                                            | 0:1 Maruyama (108.) | | Japan | Aufstellung Deutschland gegen Japan |
| Deutschland                                            | Peter (105.+3') | Iwashimizu (55.), Sakaguchi (72.), Sawa (87.), Kumagai (105.) | Japan | Aufstellung Deutschland gegen Japan |
| Deutschland                                            | Spieler des Spiels: Sawa (Japan) | | Japan | Aufstellung Deutschland gegen Japan |
| 2. Viertelfinale                                       | | |       |                                     |
| 9. Juli 2011 in Wolfsburg                              | | |       |                                     |
| Zuschauer: 26.067 (ausverkauft)                        | | |       |                                     |
| Schiedsrichterin: Quetzalli Alvarado Godínez ( Mexiko) | | |       |                                     |
| Spielbericht                                           | | |       |                                     |

### Schweden – Australien 3:1 (2:1)
| Schweden                                      | Schweden | Australien | Australien | Aufstellung                           |
| --------------------------------------------- | --- | --- | ---------- | ------------------------------------- |
| Schweden                                      | \| 3. Viertelfinale \| \| 10. Juli 2011 in Augsburg \| \| Zuschauer: 24.605 (ausverkauft) \| \| Schiedsrichterin: Silvia Reyes Juárez ( Peru) \| \| Spielbericht \| | \| 3. Viertelfinale \| \| 10. Juli 2011 in Augsburg \| \| Zuschauer: 24.605 (ausverkauft) \| \| Schiedsrichterin: Silvia Reyes Juárez ( Peru) \| \| Spielbericht \| | Australien | Aufstellung Schweden gegen Australien |
| Schweden                                      | Hedvig Lindahl – Charlotte Rohlin, Annica Svensson (90.+2' Lina Nilsson), Sara Thunebro, Sara Larsson – Caroline Seger , Therese Sjögran, Lisa Dahlkvist – Lotta Schelin, Josefine Öqvist (83. Madelaine Edlund), Linda Forsberg (67. Nilla Fischer) Cheftrainer: Thomas Dennerby | Melissa Barbieri – Kim Carroll, Ellyse Perry (59. Tameka Butt), Elise Kellond-Knight, Servet Uzunlar – Heather Garriock, Emily van Egmond (58. Clare Polkinghorne), Collette McCallum (79. Sally Shipard) – Caitlin Foord, Lisa De Vanna, Kyah Simon Cheftrainer: Tom Sermanni | Australien | Aufstellung Schweden gegen Australien |
| Schweden                                      | 1:0 Sjögran (11.) 2:0 Dahlkvist (16.) 3:1 Schelin (52.) | 2:1 Perry (40.) | Australien | Aufstellung Schweden gegen Australien |
| Schweden                                      | Sjögran (67.), Fischer (81.) | Simon (23.), Garriock (80.) | Australien | Aufstellung Schweden gegen Australien |
| Schweden                                      | Spieler des Spiels: Schelin (Schweden) | | Australien | Aufstellung Schweden gegen Australien |
| 3. Viertelfinale                              | | |            |                                       |
| 10. Juli 2011 in Augsburg                     | | |            |                                       |
| Zuschauer: 24.605 (ausverkauft)               | | |            |                                       |
| Schiedsrichterin: Silvia Reyes Juárez ( Peru) | | |            |                                       |
| Spielbericht                                  | | |            |                                       |

### Brasilien – Vereinigte Staaten 2:2 n.V. (1:1, 0:1), 3:5 i.E.
| Brasilien                                       | Brasilien | Vereinigte Staaten | Vereinigte Staaten | Aufstellung                                    |
| ----------------------------------------------- | --- | --- | ------------------ | ---------------------------------------------- |
| Brasilien                                       | \| 4. Viertelfinale \| \| 10. Juli 2011 in Dresden \| \| Zuschauer: 25.598 (ausverkauft) \| \| Schiedsrichterin: Jacqui Melksham ( Australien) \| \| Spielbericht \| | \| 4. Viertelfinale \| \| 10. Juli 2011 in Dresden \| \| Zuschauer: 25.598 (ausverkauft) \| \| Schiedsrichterin: Jacqui Melksham ( Australien) \| \| Spielbericht \| | Vereinigte Staaten | Aufstellung Brasilien gegen Vereinigte Staaten |
| Brasilien                                       | Andréia – Maurine, Daiane, Aline , Rosana (85. Francielle), Érika, Fabiana – Ester, Formiga (113. Renata Costa) – Marta, Cristiane Cheftrainer: Kleiton Lima         | Hope Solo – Christie Rampone , Amy LePeilbet, Alexandra Krieger, Rachel Buehler – Shannon Boxx, Heather O’Reilly (108. Tobin Heath), Carli Lloyd – Amy Rodriguez (72. Alex Morgan), Lauren Cheney (55. Megan Rapinoe), Abby Wambach Cheftrainerin: Pia Sundhage ( Schweden) | Vereinigte Staaten | Aufstellung Brasilien gegen Vereinigte Staaten |
| Brasilien                                       | 1:1 Marta (68., FE) 2:1 Marta (92.) | 0:1 Daiane (2., Eigentor) 2:2 Wambach (120.+2') | Vereinigte Staaten | Aufstellung Brasilien gegen Vereinigte Staaten |
| Brasilien                                       | Elfmeterschießen | | Vereinigte Staaten | Aufstellung Brasilien gegen Vereinigte Staaten |
| Brasilien                                       | 1:1 Cristiane 2:2 Marta Daiane (gehalten von Solo) 3:4 Francielle | 0:1 Boxx (im 2. Versuch) 1:2 Lloyd 2:3 Wambach 2:4 Rapinoe 3:5 Krieger | Vereinigte Staaten | Aufstellung Brasilien gegen Vereinigte Staaten |
| Brasilien                                       | Aline (44.), Marta (45.), Maurine (112.), Erika (117.) | Lloyd (29.), Solo (67. für Protestieren), Rapinoe (90.), Boxx (113.) | Vereinigte Staaten | Aufstellung Brasilien gegen Vereinigte Staaten |
| Brasilien                                       | Buehler (66., Notbremse) | | Vereinigte Staaten | Aufstellung Brasilien gegen Vereinigte Staaten |
| Brasilien                                       | Cristiane scheiterte in der 67. Minute beim Strafstoß an Solo, der Strafstoß wurde aber wiederholt da Christie Rampone zu früh in den Strafraum gelaufen war.        | Boxx durfte beim Elfmeterschießen, nachdem Andréia den ersten Schuss gehalten hatte, nochmals schießen, da sich Andréia zu früh von der Torlinie bewegt hatte | Vereinigte Staaten | Aufstellung Brasilien gegen Vereinigte Staaten |
| Brasilien                                       | Spieler des Spiels: Solo (USA) | | Vereinigte Staaten | Aufstellung Brasilien gegen Vereinigte Staaten |
| 4. Viertelfinale                                | | |                    |                                                |
| 10. Juli 2011 in Dresden                        | | |                    |                                                |
| Zuschauer: 25.598 (ausverkauft)                 | | |                    |                                                |
| Schiedsrichterin: Jacqui Melksham ( Australien) | | |                    |                                                |
| Spielbericht                                    | | |                    |                                                |

## Halbfinale

### Frankreich – Vereinigte Staaten 1:3 (0:1)
| Frankreich                                    | Frankreich | Vereinigte Staaten | Vereinigte Staaten | Aufstellung                                     |
| --------------------------------------------- | --- | --- | ------------------ | ----------------------------------------------- |
| Frankreich                                    | \| 1. Halbfinale \| \| 13. Juli 2011 in Mönchengladbach \| \| Zuschauer: 25.676 \| \| Schiedsrichterin: Kirsi Heikkinen ( Finnland) \| \| Spielbericht \| | \| 1. Halbfinale \| \| 13. Juli 2011 in Mönchengladbach \| \| Zuschauer: 25.676 \| \| Schiedsrichterin: Kirsi Heikkinen ( Finnland) \| \| Spielbericht \| | Vereinigte Staaten | Aufstellung Frankreich gegen Vereinigte Staaten |
| Frankreich                                    | Bérangère Sapowicz – Laure Lepailleur, Laura Georges, Ophélie Meilleroux, Sonia Bompastor – Sandrine Soubeyrand (78. Élodie Thomis), Camille Abily, Louisa Nécib, Élise Bussaglia – Gaëtane Thiney, Marie-Laure Delie (46. Eugénie Le Sommer) Cheftrainer: Bruno Bini | Hope Solo – Christie Rampone , Becky Sauerbrunn, Amy LePeilbet, Alexandra Krieger – Shannon Boxx, Heather O’Reilly (87. Tobin Heath), Carli Lloyd (65. Megan Rapinoe), Lauren Cheney – Amy Rodriguez (56. Alex Morgan), Abby Wambach Cheftrainerin: Pia Sundhage ( Schweden) | Vereinigte Staaten | Aufstellung Frankreich gegen Vereinigte Staaten |
| Frankreich                                    | 1:1 Bompastor (55.) | 0:1 Cheney (9.) 1:2 Wambach (79.) 1:3 Morgan (82.) | Vereinigte Staaten | Aufstellung Frankreich gegen Vereinigte Staaten |
| Frankreich                                    | Thomis (90.) | | Vereinigte Staaten | Aufstellung Frankreich gegen Vereinigte Staaten |
| Frankreich                                    | Spieler des Spiels: Wambach (USA) | | Vereinigte Staaten | Aufstellung Frankreich gegen Vereinigte Staaten |
| 1. Halbfinale                                 | | |                    |                                                 |
| 13. Juli 2011 in Mönchengladbach              | | |                    |                                                 |
| Zuschauer: 25.676                             | | |                    |                                                 |
| Schiedsrichterin: Kirsi Heikkinen ( Finnland) | | |                    |                                                 |
| Spielbericht                                  | | |                    |                                                 |

### Japan – Schweden 3:1 (1:1)
| Japan                                     | Japan | Schweden | Schweden | Aufstellung                      |
| ----------------------------------------- | --- | --- | -------- | -------------------------------- |
| Japan                                     | \| 2. Halbfinale \| \| 13. Juli 2011 in Frankfurt am Main \| \| Zuschauer: 45.434 \| \| Schiedsrichterin: Carol Chenard ( Kanada) \| \| Spielbericht \| | \| 2. Halbfinale \| \| 13. Juli 2011 in Frankfurt am Main \| \| Zuschauer: 45.434 \| \| Schiedsrichterin: Carol Chenard ( Kanada) \| \| Spielbericht \| | Schweden | Aufstellung Japan gegen Schweden |
| Japan                                     | Ayumi Kaihori – Yukari Kinga, Azusa Iwashimizu, Saki Kumagai, Aya Sameshima – Mizuho Sakaguchi, Homare Sawa , Nahomi Kawasumi (74. Yūki Nagasato), Aya Miyama (89. Megumi Kamionobe) – Kozue Andō, Shinobu Ōno (86. Megumi Takase) Cheftrainer: Norio Sasaki | Hedvig Lindahl – Charlotte Rohlin , Annica Svensson, Sara Thunebro, Sara Larsson – Marie Hammarström (69. Jessica Landström), Therese Sjögran, Lisa Dahlkvist – Lotta Schelin, Josefine Öqvist (75. Antonia Göransson), Linda Forsberg (65. Sofia Jakobsson) Cheftrainer: Thomas Dennerby | Schweden | Aufstellung Japan gegen Schweden |
| Japan                                     | 1:1 Kawasumi (18.) 2:1 Sawa (59.) 3:1 Kawasumi (65.) | 0:1 Öqvist (10.) | Schweden | Aufstellung Japan gegen Schweden |
| Japan                                     | Svensson (70.) | | Schweden | Aufstellung Japan gegen Schweden |
| Japan                                     | Spieler des Spiels: Miyama (Japan) | | Schweden | Aufstellung Japan gegen Schweden |
| 2. Halbfinale                             | | |          |                                  |
| 13. Juli 2011 in Frankfurt am Main        | | |          |                                  |
| Zuschauer: 45.434                         | | |          |                                  |
| Schiedsrichterin: Carol Chenard ( Kanada) | | |          |                                  |
| Spielbericht                              | | |          |                                  |

## Spiel um Platz 3

### Schweden – Frankreich 2:1 (1:0)
| Schweden                                           | Schweden | Frankreich | Frankreich | Aufstellung                           |
| -------------------------------------------------- | --- | --- | ---------- | ------------------------------------- |
| Schweden                                           | \| Spiel um Platz 3 \| \| 16. Juli 2011 in Sinsheim \| \| Zuschauer: 25.475 \| \| Schiedsrichterin: Kari Seitz ( Vereinigte Staaten) \| \| Spielbericht \|                                                                                                  | \| Spiel um Platz 3 \| \| 16. Juli 2011 in Sinsheim \| \| Zuschauer: 25.475 \| \| Schiedsrichterin: Kari Seitz ( Vereinigte Staaten) \| \| Spielbericht \| | Frankreich | Aufstellung Schweden gegen Frankreich |
| Schweden                                           | Hedvig Lindahl – Charlotte Rohlin, Annica Svensson, Sara Thunebro, Sara Larsson – Therese Sjögran, Lisa Dahlkvist, Lotta Schelin – Josefine Öqvist, Linda Forsberg (62. Marie Hammarström), Nilla Fischer (73. Linda Sembrant) Cheftrainer: Thomas Dennerby | Bérangère Sapowicz (32. Céline Deville) – Corine Franco (84. Caroline Pizzala), Laura Georges, Wendie Renard, Sonia Bompastor – Sandrine Soubeyrand , Camille Abily, Louisa Nécib (32. Élodie Thomis), Élise Bussaglia – Gaëtane Thiney, Eugénie Le Sommer Cheftrainer: Bruno Bini | Frankreich | Aufstellung Schweden gegen Frankreich |
| Schweden                                           | 1:0 Schelin (29.) 2:1 Hammarström (82.) | 1:1 Thomis (56.) | Frankreich | Aufstellung Schweden gegen Frankreich |
| Schweden                                           | Öqvist (68., Tätlichkeit) | | Frankreich | Aufstellung Schweden gegen Frankreich |
| Schweden                                           | Spieler des Spiels: Larsson (Schweden) | | Frankreich | Aufstellung Schweden gegen Frankreich |
| Spiel um Platz 3                                   | | |            |                                       |
| 16. Juli 2011 in Sinsheim                          | | |            |                                       |
| Zuschauer: 25.475                                  | | |            |                                       |
| Schiedsrichterin: Kari Seitz ( Vereinigte Staaten) | | |            |                                       |
| Spielbericht                                       | | |            |                                       |

## Finale

### Japan – Vereinigte Staaten 2:2 n.V. (1:1, 0:0), 3:1 i.E.
| Japan                                              | Japan | Vereinigte Staaten | Vereinigte Staaten | Aufstellung                                |
| -------------------------------------------------- | --- | --- | ------------------ | ------------------------------------------ |
| Japan                                              | \| Finale \| \| 17. Juli 2011 in Frankfurt am Main \| \| Zuschauer: 48.817 (ausverkauft) \| \| Schiedsrichterin: Bibiana Steinhaus ( Deutschland) \| \| Spielbericht \|                                                                                     | \| Finale \| \| 17. Juli 2011 in Frankfurt am Main \| \| Zuschauer: 48.817 (ausverkauft) \| \| Schiedsrichterin: Bibiana Steinhaus ( Deutschland) \| \| Spielbericht \|                                                                                  | Vereinigte Staaten | Aufstellung Japan gegen Vereinigte Staaten |
| Japan                                              | Ayumi Kaihori – Yukari Kinga, Azusa Iwashimizu, Saki Kumagai, Aya Sameshima – Mizuho Sakaguchi, Homare Sawa , Nahomi Kawasumi, Aya Miyama – Kozue Andō (66. Yūki Nagasato), Shinobu Ōno (66. Karina Maruyama, 119. Mana Iwabuchi) Cheftrainer: Norio Sasaki | Hope Solo – Alexandra Krieger, Rachel Buehler, Christie Rampone , Amy LePeilbet – Carli Lloyd, Shannon Boxx – Heather O’Reilly, Megan Rapinoe (114. Tobin Heath) – Lauren Cheney (46. Alex Morgan), Abby Wambach Cheftrainerin: Pia Sundhage ( Schweden) | Vereinigte Staaten | Aufstellung Japan gegen Vereinigte Staaten |
| Japan                                              | 1:1 Miyama (81.) 2:2 Sawa (117.) | 0:1 Morgan (69.) 1:2 Wambach (104.) | Vereinigte Staaten | Aufstellung Japan gegen Vereinigte Staaten |
| Japan                                              | Elfmeterschießen | | Vereinigte Staaten | Aufstellung Japan gegen Vereinigte Staaten |
| Japan                                              | 1:0 Miyama Nagasato (gehalten von Solo) 2:0 Sakaguchi 3:1 Kumagai | Boxx (gehalten von Kaihori) Lloyd (über die Latte) Heath (gehalten von Kaihori) 2:1 Wambach | Vereinigte Staaten | Aufstellung Japan gegen Vereinigte Staaten |
| Japan                                              | Miyama (97.) | | Vereinigte Staaten | Aufstellung Japan gegen Vereinigte Staaten |
| Japan                                              | Iwashimizu (120.+1', Notbremse) | | Vereinigte Staaten | Aufstellung Japan gegen Vereinigte Staaten |
| Japan                                              | Spieler des Spiels: Kaihori (Japan) | | Vereinigte Staaten | Aufstellung Japan gegen Vereinigte Staaten |
| Finale                                             | | |                    |                                            |
| 17. Juli 2011 in Frankfurt am Main                 | | |                    |                                            |
| Zuschauer: 48.817 (ausverkauft)                    | | |                    |                                            |
| Schiedsrichterin: Bibiana Steinhaus ( Deutschland) | | |                    |                                            |
| Spielbericht                                       | | |                    |                                            |